# Чернов, Анатолий Васильевич
Анато́лий Васи́льевич Черно́в (1901—1966) ― советский историк-архивист, доктор исторических наук, профессор Московского государственного историко-архивного института. 
Известен как исследователь истории вооруженных сил России и государственных учреждений дореволюционной России.

## Биография
Родился 20 (7) ноября 1901 года в деревне Стригино Балахнинского уезда Нижегородской губернии.
В 1916 году поступил в Арзамасскую учительскую семинарию, в конце 1919 года, не окончив учёбу, ушёл добровольцем в Волжскую военную флотилию, откуда в середине 1920 года был мобилизован в Красную Армию, служил на Южном фронте.
После демобилизации в 1923 году работал на различных должностях в ведомстве Нижегородского губернского отдела народного образования. В 1930 году, продолжая работать, окончил историко-экономическое отделение педагогического факультета Нижегородского университета.
В 1931 году поступил на работу в Нижегородское архивное бюро, где трудился до осени 1934 года последовательно на должностях: научного сотрудника, консультанта, заведующего историческим архивом.
В 1934 году поступил в аспирантуру Московского историко-архивного института и в 1939 году защитил кандидатскую диссертацию по теме «Очерки по истории поместного приказа».
В 1935 году начал преподавать в Историко-архивном институте сначала в качестве ассистента, затем преподавателем и доцентом. В эти годы изучал вопросы революционного движения на Волге, по этой теме написал следующие работы: «Первые марксистские кружки среди Нижегородских рабочих» (1931), «Июльское восстание 1917 года в Нижнем Новгороде» (1932), «Крестьянское движение по Горьковскому краю в 1917 году» (1932), «К истории революции 1905 года на заводе Сормово» (1934).
В 1940-х годах принимал участие в подготовке к изданию первых архивоведческих пособий советского периода. 
В 1940―1960 годах по совместительству (от основной работы в МГИАИ) работал (1938-1943) заместителем директора по научной части Центрального государственного архива древних актов и старшим научным сотрудником Института истории Академии наук СССР (1953-1959).
Умер 1 января 1966 года в Москве.

## Научная деятельность
Написал более 40 научных трудов по истории России и архивному делу. Исследовал истории вооружённых сил России. 
В 1951 году защитил докторскую диссертацию по теме «Строительство вооруженных сил русского государства в XVII в. (до Петра I)». По теме диссертации потом написал монографию «Вооружённые силы русского государства в XV-XVII вв.» (М., 1954). В этом труде Чернов показал строительство вооруженных сил русского государства в XVII веке и доказал самостоятельный путь и оригинальность развития вооружённых сил, установив их тесную связь с экономическим и политическим развитием государства.
В МГИАИ читал курсы истории и организации архивного дела в СССР, истории государственных учреждений дореволюционной России.
Внёс значительный вклад в исследование истории государственных учреждений дореволюционной России, в особенности истории приказного управления русского государства, по этой тематике написал следующие работы: К истории Поместного приказа (Труды МГИАИ, Т.9. М., 1957); О классификации центральных государственных учреждений XVI-XVII вв. (Исторический архив, 1958. № 1); Реформа местных государственных учреждений в 1775 г. (1957); Государственный аппарат в конце XV-первой половине XVI вв. (1959) и др.

## Награды
- Медаль «За доблестный труд в период Великой Отечественной войны 1941-1945 гг.» (1946)
- Медаль «В память 800-летия Москвы» (1948)